# Тријата
Тријата (ИАСТ : Trijaṭā) је ракшаси (демоница) у хиндуистичком епу Рамајана којој је додељена дужност да чува Ситу коју је киднаповао краљ Ланке Равана. У каснијим адаптацијама Рамајане, Тријата је описана као ћерка Вибхишане, брата Раване.
У Рамаиани, Тријата се појављује као мудри стари ракшаси, који сања о Раванином уништењу и победи Раме, мужа Сите који води рат против Раване да би спасио Ситу. Тријата прати Ситу на прегледу бојног поља између Раме и Раване и уверава Ситу у Рамино добро када Сита види свог мужа онесвешћеног и претпостави да је мртав. У каснијим адаптацијама Рамајане, Тријата постаје ћерка Вибхишане, Раваниног брата који је на страни Раме. Она игра много већу улогу у каснијим верзијама, посебно у југоисточној Азији.
Осим неколико изузетака у којима је Тријата постављена за Раваниног агента, она је углавном приказана као Ситина пријатељица и одани пратилац. У бројним приликама она нуди утеху Сити и доноси вести из спољашњег света; она такође одвраћа Ситу од самоубиства. После Рамине победе и Раванине смрти, Тријата је богато награђен од Сите и Раме. Док се у неким адаптацијама Рамајане помиње да је посвећена Рами, верзије у југоисточној Азији је често приказују као жену Раминог генерала ванара Ханумана, коме она рађа сина. Она је обожавана као локална богиња у Варанасију и Уџајину; оба у Индији.

## Имена
Док је индијске, јаванске и балијске верзије Рамајане зову Тријата, она је позната као Пунукаи на лаоском Phra Lak Phra Lam, Бениакаи (เบญกาย) у Таи Ramakien" и Деви Сери Јали у Малаи Hikayat Seri Rama.